# Natalia Akhmarova
 (octobre 2016).
Si vous disposez d'ouvrages ou d'articles de référence ou si vous connaissez des sites web de qualité traitant du thème abordé ici, merci de compléter l'article en donnant les références utiles à sa vérifiabilité et en les liant à la section « Notes et références ».
Natalia Galimzanovna Akhmarova (en russe : Наталья Галимзановна Ахмарова), née à Roslavl, dans la région de Smolensk, le 6 juin 1964, est une danseuse russe. 
Elle est la dirigeante de la troupe de ballet du Théâtre Tchaïkovski à Perm (Russie) de 2003 à 2009.

## Biographie
En 1981, Natalia Akhmarova est lauréate du Concours des artistes de ballet de Moscou. Elle obtient son diplôme de danseuse à l’école chorégraphique de Perm en 1982, avec les félicitations du jury.
En 1982, elle entre dans la troupe du théâtre de Ballet de Perm en tant que danseuse étoile. Durant sa carrière de soliste du théâtre de Perm, elle a dansé les rôles suivants :
- Macha dans Casse-noisette
- Quittrie dans Don Quichotte
- Aurore dans La Belle au bois dormant
- Giselle dans Giselle
- Anuta dans Аnuta
- Juliette dans Roméo et Juliette
- Aïcha dans Sept Beautés.

Elle a participé à plusieurs tournées de la troupe de ballet de Perm en Corée du Sud, en France, en Inde, au Japon, aux États-Unis. Elle a également participé à la tournée Les Étoiles du Ballet Russe. En 1987, Natalia Akhmarova a obtenu la première place au concours international de ballet au Pérou.
De 1992 à 1997, Natalia Akhmarova a travaillé comme soliste dans la troupe du Boston Ballet aux États-Unis.
De 2003 à juin 2009, elle a été dirigeante de la troupe de ballet du théâtre Tchaïkovski de Perm.